# Arłamowski
Arłamowski (Trzy Gwiazdy) – polski herb szlachecki.

## Opis herbu
W polu czerwonym trzy gwiazdy złote, dwie nad jedną. Klejnot: Pół rycerza zbrojnego, przebitego strzałą w lewo.

## Najwcześniejsze wzmianki
Arłamowscy pojawiają się w aktach przemyskich od 1581 roku.

## Herbowni
Arłamowski (Arłamowscy to gałąź rodziny Herburtów, osiadła w ziemi przemyskiej).